# Vladimir Čonč
Vladimir Čonč (Zagreb, 13. siječnja 1928. – Zagreb 15. listopada 2012.) nadimak Čona, hrvatski nogometaš, osvajač srebrne medalje na Olimpijskim igrama u Helsinkiju 1952. godine. Bio je igrač sredine terena. Sjajan tehničar, velika radijusa kretanja, izvrsna pregleda igre i velika smisla za organizaciju igre. Izvanredno je izvodio jedanaesterce i često postizao pogotke točnim udarcima iz daljine.

## Klupska karijera
Ponikao u juniorima Građanskog. Nastupao za zagrebačke klubove Poštar (1945. – 1946.), Lokomotivu (1946. – 1949. i 1951. – 1952.) i Dinamo (1953. – 1961.), te Naša krila iz Zemuna (1950.) i njemačke klubove Kickers Offenbach (1961. – 1962.), Eintracht Bad Kreuznach (1962. – 1963.) i Opel Rüsselsheim (1963. – 1966.). Najviše nastupa imao je za zagrebački Dinamo odigravši 413 utakmica i postigavši 119 pogotka. Bio je prvak Jugoslavije s Dinamom 1953./54. i 1957./58., te osvajač Kupa maršala Tita 1959./60. Za Dinamo je prvi put nastupio 4. siječnja 1953. protiv Zagrebačke reprezentacije (10:0) postigavši dva pogotka, a posljednji put 18. lipnja 1961. protiv FC Luzerna (0:0).

## Reprezentativna karijera
Za Jugoslavensku reprezentaciju odigrao je samo jednu utakmicu 28. studenog 1956. godine protiv Engleske u Londonu. Za B reprezentaciju nastupio je tri puta. Mnogo puta je bio u reprezentaciji pričuva Rajku Mitiću, kao i na Olimpijskim igrama 1952. gdje je osvojio srebrnu medalju.